# Lowitja O'Donoghue
Lowitja O'Donoghue AC OBE DSG (1 d'agost de 1932 - Adelaida, 4 de febrer de 2024) fou una infermera Yankunytjatjara, activista pels drets dels pobles indígenes australians.

## Vida i obra
Lowitja O'Donoghue nasqué en una estació ramadera australiana a un miler de quilòmetres al nord d'Adelaida; era filla de Lily Woodforde, Yankunytjatjara, i Thomas O'Donoghue, d'origen irlandès. Als dos anys fou separada de la seva família, junt amb les seves germanes (altres dos germans ja havien estat separats anteriorment) i duta a la missió baptista 'Colebrook Children’s Home' a la petita localitat de Quorn a la Carena de Flinders. Allà fou batejada, se li assignà una data de naixement, el nom de Lois, que després ella mateixa canviaria, i no tornà a saber res de la seva família durant una trentena d'anys.
Quan la missió es traslladà a Eden Hills, una ciutat més gran, tingué la possibilitat d'estudiar primària i secundària. En acabar aquests estudis se la col·locà de mainadera amb una família de Victor Harbord als 16 anys. Allà començà a treballar d'infermera a l'hospital local. I posteriorment demanà ser admesa com a estudiant d'infermeria al Royal Adelaide Hospital d'Adelaida. En un primer moment li fou denegada l'admissió per motiu de la seva raça. Però, després de lluitar per aconseguir-ho, esdevingué la primera persona dels pobles originaris en obtenir un títol d'infermeria l'any 1954.
Després de passar un any a l'Índia com a infermera (1962), dedicà la seva vida a nombroses iniciatives per a la salut i pels drets de les persones dels pobles indígenes australians. El 1967 va participar activament a la campanya del referèndum que va reconèixer el dret dels habitants dels pobles indígenes a ser comptats com a membres de la població australiana i va donar poder al parlament per a fer lleis específiques per a ells. El 1973 va ser feta membre del recentment creat National Aboriginal Consultative Committee (NACC) i el 1978 presidenta de la National Aboriginal Conference (NAC).
El 2000, en la preparació dels Jocs Olímpics de 2000, portà la torxa olímpica que sortí de la muntanya Ulurú i fou la rellevista número 11.
La seva activitat li valgué nombrosos reconeixements: va ser la primera persona dels pobles indígenes a ser nomenada Companya de l'Orde d'Austràlia (1976) i a adreçar un discurs a l'assemblea general de les Nacions Unides a Nova York el 1992. El 1984 va ser nomenada Australiana de l'any. El 2010 es va crear el Lowitja Institute que fa recerca per a la salut, en el sentit més ampli, per les persones dels pobles indígenes. El 2022, en el seu norantè aniversari, es creà la Lowitja O'Donoghue Foundation.